# 적과의 동거
《적과의 동거》는 1998년 8월 19일부터 1998년 9월 10일까지 방영된 MBC 수목 미니시리즈로, 하나의 주제에 따라 2부작씩 이루어진 옴니버스 형식의 드라마이다.

## 제1화 야수와 미녀

### 개요
- 방영일 : 1998년 8월 19일 ~ 1998년 8월 20일
- 줄거리

자동차회사 홍보실에 근무중인 정훈과 미경은 동거중이지만, 사내 커플은 정리 해고 1순위이라는 소문 때문에 부부라는 걸 숨긴 채 직장생활을 하던 중 미경이 임신하면서 서로 의견 차이를 보인다. 또한 직장 동료인 정화는 해고당하면서 이들의 사정을 회사에 발설하게 된다.

### 제작진
- 극본 : 박예랑
- 연출 : 김승수

### 등장 인물
- 권용운 : 정훈 역
- 오연수 : 미경 역
- 정재환
- 이장옥
- 김창숙
- 이영후
- 여운계
- 심양홍
- 최용민
- 서권순
- 윤철형
- 오정석
- 김소이
- 백현숙
- 안광성
- 권인선
- 조현철
- 명수영

## 제2화 당신이 죽어버리면 좋겠어

### 개요
- 방영일 : 1998년 8월 26일 ~ 1998년 8월 27일
- 줄거리

많은 기혼 남성들이 아내의 간섭과 구속을 피해 한번쯤 ‘아내의 부재’를 꿈꾸지만, 갑작스레 아내와 사별한 30대 남자의 ‘아내 부재 체험기’를 통해 아내의 소중함을 조명한 이야기이다.
결혼 7년차인 창수는 아내 경미와는 애정이 식어버린 지 이미 오래되었고, 같은 사무실에 근무중인 후배 수현과 몰래 데이트를 하며 사랑에 빠져 있다.

### 제작진
- 극본 : 정유경
- 연출 : 이주환

### 등장 인물
- 천호진 : 창수 역
- 박지영 : 경미 역
- 장진영 : 수현 역
- 김길호
- 길용우
- 최란
- 문회원
- 김수현
- 박병훈
- 문창근
- 이경아
- 김민옥
- 최재원
- 방양희
- 김윤중
- 구혜진
- 김승수
- 이미녀
- 임희태

## 제3화 곰과 여우

### 개요
- 방영일 : 1998년 9월 2일 ~ 1998년 9월 3일
- 줄거리

패션 디스플레이어인 아라는 심심풀이로 나간 소개팅 자리에서 향수를 만드는 진남과 만나지만 촌스럽게 여기다가, 사귀고 있던 지호가 유부남임이 밝혀지면서 진남의 프러포즈를 받아들인다.

### 제작진
- 극본 : 윤성희
- 연출 : 안판석

### 등장 인물
- 정종준 : 진남 역
- 김도연 : 고아라 역
- 선우용녀
- 김지영
- 남포동
- 윤순홍
- 김홍석
- 김인수
- 조형기
- 이숙
- 윤유선
- 이재훈
- 양동재
- 정은수
- 이성호
- 윤용현
- 이정규
- 김정은
- 유서진
- 윤현정
- 이미녀
- 권인선
- 정혜은
- 김승수

## 제4화 꼬리가 길면 밟힌다

### 개요
- 방영일 : 1998년 9월 9일 ~ 1998년 9월 10일
- 줄거리

변호사인 수철은 연애란 들키지만 않으면 얼마든지 가능하다고 믿으며 연애와 결혼 생활은 확실히 구별하며 산다. 아내 미경은 세상 모든 남편들이 바람을 피워도 자신의 남편만은 그럴 리 없다고 믿고 살다가 어느 날 남편이 바람을 피운다는 걸 된다.

### 제작진
- 극본 : 김선영
- 연출 : 박종

### 등장 인물
- 김주승 : 박수철 역
- 배종옥 : 은미경 역
- 이선애
- 심양홍
- 윤여정
- 이희도
- 이상숙
- 김동우
- 조현숙
- 김응석
- 김하균
- 이영자
- 이미숙
- 이현경
- 명수영
- 김혜영
- 이민호

## 동시간대 드라마
- KBS 수목 미니시리즈

1998년 2월 18일부터 2000년 7월 20일까지 제작 · 방송되지 않음.
- SBS 수목 미니시리즈

《홍길동》 (1998년 7월 22일 ~ 1998년 9월 10일)
《승부사》 (1998년 9월 16일 ~ 1998년 12월 3일)